# Athesans-Étroitefontaine
Athesans-Étroitefontaine je naselje i općina u istočnoj Francuskoj u regiji Franche-Comté, u departmanu Haute-Saône koja pripada prefekturi Lure.
Po podacima iz 1999. godine u općini je živjelo 564 stanovnika, a gustoća naseljenosti je iznosila 43 stanovnika/km². Općina se prostire na površini od 12,88 km². Nalazi se na srednjoj nadmorskoj visini od 390 metara (maksimalnoj 367 m, a minimalnoj 269 m).